# After Forever
After Forever – holenderska grupa muzyczna wykonująca symfoniczny gotycki metal. Powstała 1995 roku w Holandii występując początkowo do 1999 roku pod nazwą Apocalypse.
Zmiany w brzmieniu wykonywanej muzyki zapoczątkowała wokalistka Floor Jansen (w grupie od 1997 roku), za sprawą której zespół zyskał uznanie zwracając się w stronę atmospheric metalu o rdzeniu gothic. Po wydaniu ostatniej płyty, grupa zawiesiła swoją działalność na co najmniej rok z powodu kłopotów zdrowotnych Sandera. W 2009 roku zespół został jednak rozwiązany.

## Historia zespołu
After Forever zostało założone w 1995 roku, wtedy jeszcze pod nazwą Apocalypse. Początkowo grali głównie muzykę ukierunkowaną na death metal. Po dołączeniu do grupy wokalistki Floor Jansen w 1997 roku, ich styl muzyczny wyewoluował w stronę symfonicznego metalu, aby dać Floor większe pole do popisu. W początkowy skład grupy wchodzili Floor Jansen, Mark Jansen, Sander Gommans, Luuk van Gerven, Jack Driessen i Joep Beckers.
W 1999 roku grupa zaczęła komponować własne utwory i nagrała 2 dema zatytułowane Ephemeral oraz Wings of Illusion które przyciągnęły uwagę wytwórni płytowej Transmission Records. Później też z tą wytwórnią grupa podpisała kontrakt.

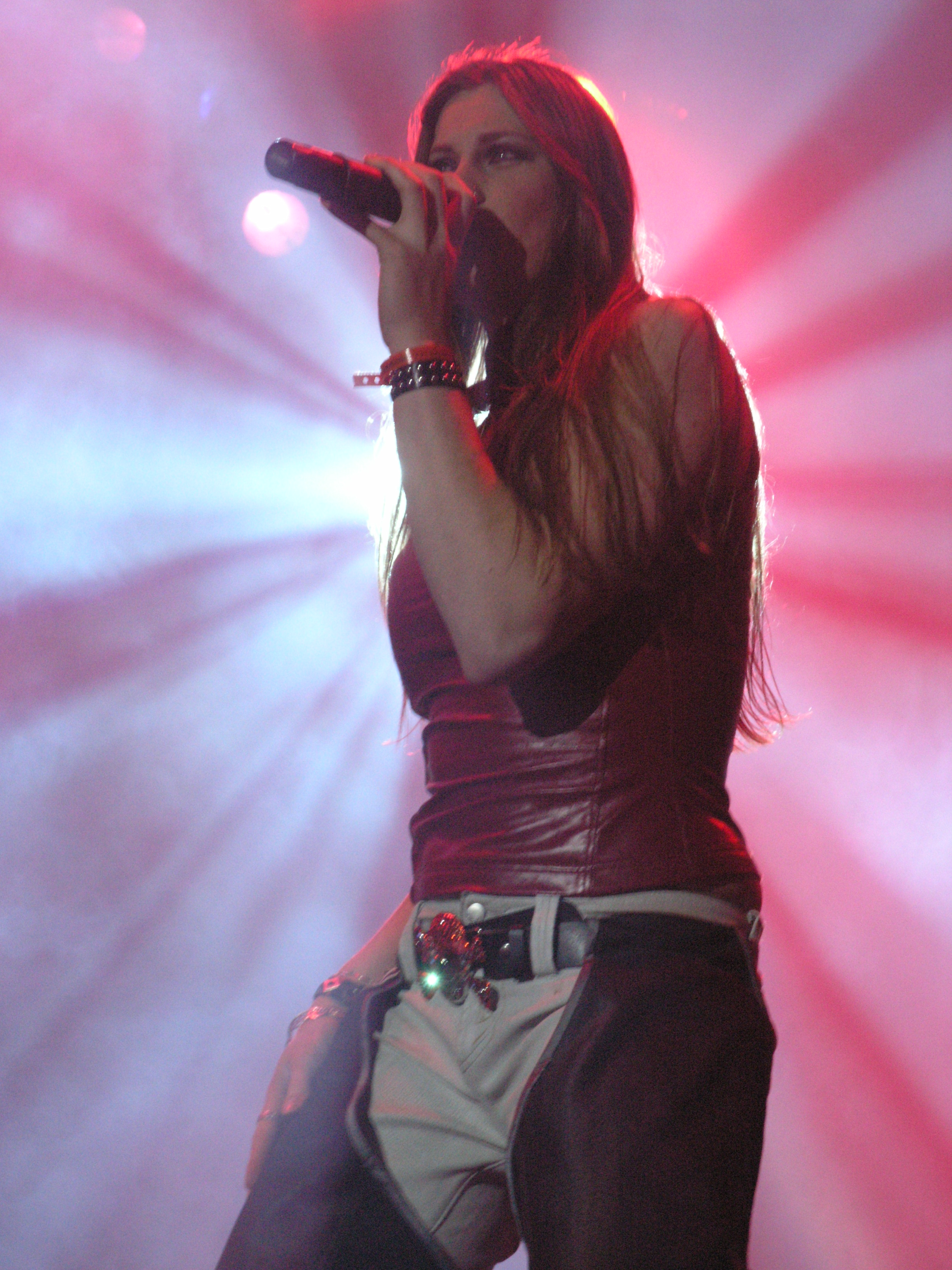
Floor Jansen w czasie występu After Forever na festiwalu Masters of Rock w 2007 roku.

Na debiutanckim albumie zespołu Prison of Desire wydanym w 2000 roku, gościnnie zaśpiewała Sharon den Adel, wokalistka Within Temptation. Album ten odniósł ogromny sukces w Europie. Pod koniec 2000 roku następują zmiany w składzie grupy. Perkusista Andre Borgman wraz z klawiszowcem Lando van Gilsem zastępują Joepa Beckersa i Jacka Driessena.
W roku 2001 ukazał się kolejny album studyjny grupy: Decipher. Floor Jansen została zaproszona przez Arjena Lucassena do projektu Ayreon, z którym nagrała album The Dream Sequencer. W 2002 roku zespół opuścił Mark Jansen, który potem założył zespół Epica. Marka zastąpił Bas Maas.
W 2004 roku zespół wydał album koncepcyjny Invisible Circles. Na tym albumie po raz pierwszy zespół zawarł w swojej muzyce elementy metalu progresywnego. Album osiągnął 26. miejsce na listach sprzedaży w rodzimej Holandii. W tym samym roku Lando van Gilsa zastąpił klawiszowiec Joost van den Broek.
Na początku września 2005 roku wydany został czwarty album studyjny zespołu Remagine Do specjalnej edycji albumu została dodana płyta DVD zawierająca materiał filmowy ze studia nagraniowego.
3 marca 2006 roku grupa zrezygnowała z dalszej współpracy z wytwórnią Transmission Records, z powodu słabej promocji zapewnianej zespołowi ze strony wytwórni. W odpowiedzi na te skargi wytwórnia wydała album kompilacyjny Mea Culpa. Pomimo tego zespół podpisał umowę z Nuclear Blast.
Pod koniec 2006 roku grupa nagrała pierwszy album pod szyldem nowej wytwórni Nuclear Blast, After Forever. Na albumie gościnnie wystąpił gitarzysta Annihilator, Jeff Waters oraz Doro Pesch. Album pojawił się w sklepach 23 kwietnia 2007.
W styczniu 2008 członkowie zespołu na oficjalnej stronie internetowej ogłosili że zespół zawiesza działalność na co najmniej rok. W wywiadzie dla radia Ragnarök, Floor powiedziała, że na początku 2009 roku zespół spotka się aby omówić przyszłość After Forever.
5 lutego 2009 roku, After Forever ogłosili zakończenie działalności. Przerwa dowiodła muzykom, że nie czują już energii cechującej brzmienie After Forever.

## Muzycy
| - Floor Jansen – śpiew - Sander Gommans – gitara elektryczna, growling - Bas Maas – gitara elektryczna - Luuk van Gerven – gitara basowa - Joost van den Broek – instrumenty klawiszowe - Andre Borgman – perkusja, gitara akustyczna | - Mark Jansen – gitara elektryczna, growling - Jack Driessen – instrumenty klawiszowe - Lando van Gils – instrumenty klawiszowe - Joep Beckers – perkusja |

## Dyskografia

### Albumy
| 2000                           | Prison of Desire - Data: 24 kwietnia 2000 - Wydawca: Transmission Records  | —  | —  | —   | —  |
| 2001                           | Decipher - Data: 27 maja 2001 - Wydawca: Transmission Records              | —  | —  | —   | —  |
| 2003                           | Exordium (EP) - Data: 17 października 2003 - Wydawca: Transmission Records | 56 | —  | —   | —  |
| 2004                           | Invisible Circles - Data: 25 marca 2004 - Wydawca: Transmission Records    | 24 | —  | —   | 74 |
| 2005                           | Remagine - Data: 8 września 2005 - Wydawca: Transmission Records           | 21 | —  | —   | 55 |
| 2007                           | After Forever - Data: 20 kwietnia 2007 - Wydawca: Nuclear Blast            | 6  | 98 | 105 | 89 |
| "—" pozycja nie była notowana. |                                                                            |    |    |     |    |

### Kompilacje
| Rok  | Tytuł                                                             | Pozycja na liście |
| Rok  | Tytuł                                                             | NLD               |
| ---- | ----------------------------------------------------------------- | ----------------- |
| 2006 | Mea Culpa - Data: 19 czerwca 2006 - Wydawca: Transmission Records | 69                |

### Single
| 2000                           | Follow in the Cry                  | —  | Prison of Desire  |
| 2002                           | Emphasis/Who Wants to Live Forever | —  | Decipher          |
| 2002                           | Monolith of Doubt                  | —  | Decipher          |
| 2003                           | My Choice/The Evil That Men Do     | —  | Exordium          |
| 2004                           | Digital Deceit                     | 41 | Invisible Circles |
| 2005                           | Being Everyone                     | 54 | Remagine          |
| 2006                           | Two Sides/Boundaries Are Open      | —  | Mea Culpa         |
| 2007                           | Energize Me                        | 94 | After Forever     |
| 2007                           | Equally Destructive                | 89 | After Forever     |
| "—" pozycja nie była notowana. |                                    |    |                   |

### Dema
| Rok  | Tytuł                                                           |
| ---- | --------------------------------------------------------------- |
| 1999 | Ephemeral - Data: 1999 - Wydawca: brak (wydanie własne)         |
| 1999 | Wings of Illusion - Data: 1999 - Wydawca: brak (wydanie własne) |